# Видинско царство
Видинско царство (буг. Видинско царство) је држава настала распадом Другог бугарског царства после смрти Јована Александра (1331—1371) и обухватала је делове данашње Бугарске, Србије и Румуније са седиштем у Видину. Основао ју је сам Александар 1356. године као засебну државу унутар бугарског царства коју је поверио на управу свом сину Јовану Страцимиру (1356—1397). Краљ Мађарске Лајош I (1342—1382) је 1365. године опсео Видин и после једномесечне опсаде заузео град, заробивши Страцимира и срушивши Видинско царство. Међутим Јован Александар је већ 1369. године повратио Видин вративши свог сина на власт, али је Страцимир морао да призна вазалне обавезе према Лајошу I чији је био заробљеник. Две године касније Александар је умро, а Друго бугарско царство се и де факто распало на три самостална дела:
- Видинско царство са престоницом у Видину којом је владао Јован Страцимир
- Трновско царство са престоницом у Трнову, којом је владао Јован Шишман (1371—1395)
- Добруџу са престоницом у Карвуни, којом је владао Добротица (1347—1386)

Српска катастрофа на Марици и напредовање Османлија на Балканском полуострву довели су Видинско царство 1388. године у вазалан однос са Отоманском империјом, а после Косовског боја (1389), слома Трновског царства (1395) и погубљења Страцимировог полубрата и османлијског вазала у Никопољу Шишмана постало је јасно да ће се Бајазит I (1389—1402) ускоро обрачунати и са самим Страцимиром и његовом државом. Због тога се он упустио у преговоре са хришћанским владарима о заједничкој акцији, превасходно са Жигмундом Луксембуршким (1387—1437) и када је 1396. године покренут крсташки поход против Османлија, Страцимир и Видинско царство су му се придружили. Сам поход је добро отпочео за хришћане који су продрли до Никопоља, али су ту до ногу потучени у тзв. Никопољској бици. Бајазит се после тога упутио ка Видину и крајем 1397. године дошао је пред град и позвао Страцимира да се преда, што је он и учинио, после чега је спроведен у Прусу/Бурсу у којој је ускоро и умро. Предајом Видина је престала да постоји бугарска држава у средњем веку, иако је Страцимиров син Константин владао неким деловима некадашње државе свога оца све до 1422. године као вазал Османског царства, али се његова област не сматра настављачем Видинског царства или Другог бугарског царства.

## Владари
- Шишман I, кнез (1280 — 1308), оснивач династије Шишмановића
- Михајло I, кнез (1308—1323), син кнеза Шишмана, крунисан за бугарски цар као Михајло III Шишман и напустио Видина
- Белаур, кнез (1323—1337), брат кнеза Михајла I
- Михајло II, кнез (1337—1356), син кнеза Михајла I
- Шишман II, кнез (1356), син кнеза Михајла I
- Страцимир, цар (1356—1365), син цара бугарске Јована Александра

Мађарске владавине (1365—1369)
- Страцимир (друга влада), цар (1369—1396) (од 1393. године као титуларни цар Бугарске)
- Константин, цар (1396—1418), син цара Страцимира

Отоманске владавине (1418—1454)
- Фружин, кнез (1454—1460), син цара бугарске Јована Шишмана (као вазал Османског царства)
- Стојан, кнез (1460—1480), син кнеза Фружина (као вазал Османског царства)
- Михајло III, кнез (1480—1492), син кнеза Стојана (као вазал Османског царства)